# Hymenocephalus hachijoensis
Hymenocephalus hachijoensis es una especie de pez de la familia Macrouridae en el orden de los Gadiformes.

## Morfología
• Los machos pueden llegar alcanzar los 20 cm de longitud total.

## Hábitat
Es un pez de aguas profundas que vive entre 570-1060 m de profundidad.

## Distribución geográfica
Se encuentra en el Japón.